# Rezerwat przyrody Velké doly
Rezerwat przyrody Velké doly (cz. Přírodní rezervace Velké doly) – rezerwat przyrody w Czechach, w kraju morawsko-śląskim, na terenie Czeskiego Cieszyna i Trzyńca (Końskiej i Czeskiego Puńcowa). Obejmuje 36,5 ha powierzchni na zboczu doliny Olzy na wysokości 282–356 m n.p.m. Rezerwat chroni las grądowy w polskojęzycznej literaturze międzywojennej określany Lasem Końskim.
Pierwotnie rosnący tu las dębowo-bukowy wycięty został w XVIII wieku na potrzeby trzynieckiej huty oraz wypalania wapna cieszyńskiego, którego dawne kamieniołomy znajdują się również na terenie rezerwatu. Wyrosły później w tym miejscu las grądowy (Tilio-Carpinetum), oprócz dominującego grabu posiada domieszkę lipy drobnolistnej i szerokolistnej, klonu polnego i jaworu. W runie reprezentowany jest m.in. buławnik wielkokwiatowy, lilia złotogłów, przylaszczka pospolita, obrazki alpejskie, wawrzynek wilczełyko, czosnek niedźwiedzi, kokorycz pusta, a także cieszynianka wiosenna.